# Згар (Хмельницький район)
Згар — село в Україні, у Вовковинецькій селищній громаді Хмельницького району Хмельницької області. Населення становить 20 осіб.

## Видатні уродженці
- Чернелевський Іван Іванович — залізничник, діяч УРСР.